# Premjer liga KFS 2015/2016
Soutěžní ročník Premjer liga Krymskogo futbolnogo sajuza 2015/16 byl historicky 1. ročníkem nejvyšší krymské fotbalové ligy. Soutěž byla zahájena 22. srpna 2015 a poslední kolo se odehrálo 4. června 2016. Svůj premiérový titul vybojoval tým FK TSK Simferopol.
Před zahájením premiérového ročníku byl sehrán Všekrymský kvalifikační turnaj, který vyhrál tým FK SKČF Sevastopol. Postupujícími z kvalifikačního turnaje a zároveň i zakládajícími členy soutěže se staly týmy – PFK Berkut Armjansk, FK Bachčisaraj, FK Kafa Feodosija, SK Rubin Jalta, FK Jevpatorija, FK Okean Kerč, FK SKČF Sevastopol a FK TSK Simferopol.

## Složení ligy v ročníku 2015/16
| Klub                | Město       | Stadión                                       | Kapacita |
| ------------------- | ----------- | --------------------------------------------- | -------- |
| PFK Berkut Armjansk | Armjansk    | Stadion Chimik                                | 3 500    |
| FK Bachčisaraj      | Bachčisaraj | Stadion Družba                                | 4 500    |
| FK Kafa Feodosija   | Feodosija   | Centralnyj gorodskoj stadion im. V. Šajderova | 2 000    |
| SK Rubin Jalta      | Jalta       | Stadion Avangard                              | 7 000    |
| FK Jevpatorija      | Jevpatorija | Arena-Krym                                    | 2 000    |
| FK Okean Kerč       | Kerč        | Stadion 50-letija Oktjabrja                   | 10 000   |
| FK SKČF Sevastopol  | Sevastopol  | SKC-Arena                                     | 5 644    |
| FK TSK Simferopol   | Simferopol  | Stadion Lokomotiv                             | 19 978   |

## Tabulka
Zdroj: 
| Poř. | Tým                 | Z  | V  | R | P  | VG | OG | B  |
| ---- | ------------------- | -- | -- | - | -- | -- | -- | -- |
| 1.   | FK TSK Simferopol   | 28 | 21 | 5 | 2  | 51 | 19 | 68 |
| 2.   | FK SKČF Sevastopol  | 28 | 15 | 9 | 4  | 53 | 25 | 54 |
| 3.   | FK Bachčisaraj      | 28 | 12 | 5 | 11 | 45 | 44 | 41 |
| 4.   | FK Jevpatorija      | 28 | 12 | 4 | 12 | 40 | 35 | 40 |
| 5.   | FK Okean Kerč       | 28 | 9  | 7 | 12 | 31 | 35 | 34 |
| 6.   | FK Kafa Feodosija   | 28 | 9  | 6 | 13 | 31 | 45 | 33 |
| 7.   | SK Rubin Jalta      | 28 | 9  | 5 | 14 | 33 | 38 | 32 |
| 8.   | PFK Berkut Armjansk | 28 | 1  | 7 | 20 | 18 | 61 | 10 |

Poznámky:
- Z = Odehrané zápasy; V = Vítězství; R = Remízy; P = Prohry; VG = Vstřelené góly; OG = Obdržené góly; B = Body

|  | Vítěz krymské ligy       |
|  | Baráž o udržení          |
|  | Sestup do amatérské ligy |

## Baráž o udržení
| Datum           | Stadion   | Domácí                    | Výsledek | Hosté                     | Poznámka                                      |
| --------------- | --------- | ------------------------- | -------- | ------------------------- | --------------------------------------------- |
| 18. června 2016 | Jalta     | SK Rubin Jalta            | 2 : 1    | FK Gvardejec Gvardejskoje | 1. zápas                                      |
| 25. června 2016 | Agrarnoje | FK Gvardejec Gvardejskoje | 0 : 1    | SK Rubin Jalta            | 2. zápas; Jalta se udržela v nejvyšší soutěži |